# Armand de Crussol
Pour les autres membres de cette famille, voir Maison de Crussol et pour les homonymes, voir Crussol.

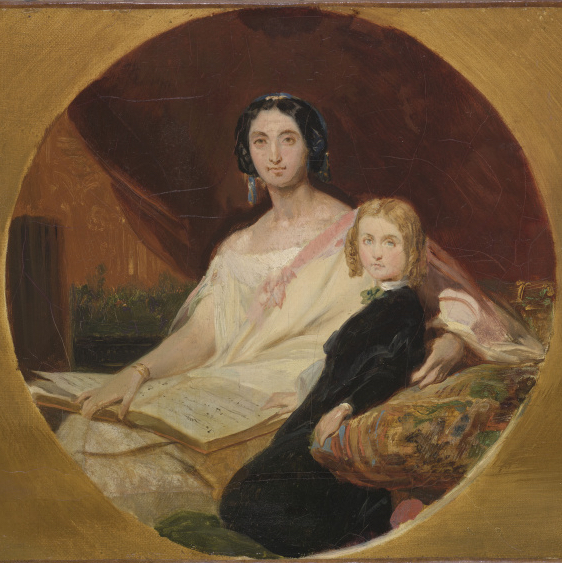
Portrait de la Duchesse d'Uzès, née Talhouët et de son fils aîné, Léon Cogniet (1794–1880).

Géraud Armand Victurnien Jacques Emmanuel de Crussol, duc de Crussol (1837-1842) puis 11e duc d'Uzès (1842), est un militaire et homme politique français né à Paris le 27 janvier 1808 et mort dans la même ville le 22 mars 1872. Il est député à la Chambre des députés de 1843 à 1848 et au Corps législatif de 1852 à 1857.

## Biographie
Fils d'Adrien-François-Emmanuel de Crussol (1778-1837), duc de Crussol, et de Catherine Victoire Victurnienne de Rochechouart-Mortemart (1776-1809), il s'engage dans la cavalerie et, au bout d'un an passé au service de la Russie, fait la campagne des Balkans. Il est fait chevalier de la Légion d'honneur le 14 décembre 1828.
Il épouse à Paris le 28 mars 1836, Françoise Antoinette Élisabeth Sophie de Talhouët-Roy (1818-1863), fille d'Auguste, marquis de Talhouët, héritière de la considérable fortune foncière du comte Roy. Ils ont cinq enfants :
1. Laure (1838-1897), qui épouse en 1857 Joseph Philippe Léopold Vogt (1830-1903), vicomte d'Hunolstein, dont postérité ; elle est morte dans l'incendie du Bazar de la Charité ;
2. Amable Antoine Jacques Emmanuel (1840-1878), 12e duc d'Uzès, qui épouse en 1867 Anne de Rochechouart-Mortemart, dont postérité ;
3. Frédéric Jacques (1841-1859), mort accidentellement à l'École navale ;
4. Élisabeth Olive Emmanuelle (1843-1877), qui épouse en 1865 le marquis Louis Marie Hector de Galard de Béarn (1835-1896), dont postérité ;
5. Mathilde (1850-1913), restée célibataire.

En 1847-1849, il emploie une partie de la fortune de sa femme à faire bâtir dans un style « indistinct tenant de la Renaissance et du Louis XIII », par les architectes Joseph-Antoine Froelicher et Clément Parent, le château de Bonnelles (actuel département des Yvelines), sur un vaste domaine de chasse hérité de son père.
Le 13 août 1843, il est élu député par le 2e collège de la Haute-Marne (Bourbonne) et réélu le 1er août 1846. Il prend place parmi les députés dévoués à la monarchie de Juillet. À la suite de son vote en faveur de l'indemnité Pritchard, il se bat en duel avec le marquis de Calvière, fervent légitimiste fils d'un préfet et ancien député.
Il quitte la vie publique au moment de la révolution de février 1848. Bien qu'il ne se rallie pas à la politique de Napoléon III, il est élu au Corps législatif le 29 février 1852 comme candidat indépendant dans la 2e circonscription du Gard (Uzès). Il est membre de la commission du budget et ne prend qu'une fois la parole au cours de la première session (1852) pour combattre le projet de création d'un ministère de la police générale. Il se montre ensuite peu assidu aux séances, préférant le Cercle agricole au Palais Bourbon. Son mandat se termine le 27 novembre 1857 et il ne se représente pas aux élections de 1857.

## Résidences
- Hôtel de Vaudreuil à Paris : situé n° 7, rue de la Chaise (7e arrondissement)
- Château de Bonnelles à Bonnelles (actuel département des Yvelines) : qu'il fait construire en 1847-1849 sur un domaine hérité de son père

### Sources
- « Armand de Crussol », dans Adolphe Robert et Gaston Cougny, Dictionnaire des parlementaires français, Edgar Bourloton, 1889-1891 [détail de l’édition] [texte sur Sycomore], tome V, p. 466